# F.T.T.W.
F.T.T.W. is het derde studioalbum van de Amerikaanse punkband H2O.
Het werd uitgebracht op 18 mei 1999 via Epitaph Records en is daarmee het tweede en tevens laatste album dat de band via dit label heeft laten uitgeven. Er is een videoclip gemaakt voor het nummer "One Life, One Chance".

## Nummers
De laatste track is gedeeltelijk een hidden track. Het bevat naast het nummer "Follow the Three Way" ook het nummer "Not Just Boys Fun", een cover van 7 Seconds.
1. "Faster Than the World" - 2:17
2. "Empty Pockets" - 1:13
3. "One Life, One Chance" - 1:55
4. "Guilty by Association" - 2:24
5. "Fading" - 1:53
6. "Bootstraps" - 1:00
7. "Can I Overcome?" - 1:27
8. "Found the Truth Within" - 1:52
9. "Old School Recess" - 1:06
10. "Helpless Not Hopeless" - 2:36
11. "On Your Feet" - 1:41
12. "Day by Day" - 1:30
13. "Force Field" - 1:55
14. "Ez.2.B. Anti" - 2:14
15. "M & M" - 2:01
16. "Reputation Calls" - 1:16
17. "Liberate" - 2:21
18. "Follow the Three Way" (en "Not Just Boys Fun") - 3:48

## Band
- Toby Morse - zang
- Todd Morse - gitaar, zang
- Rusty Pistachio - gitaar, zang
- Adam Blake - basgitaar
- Todd Friend - drums, zang